# Kunahandhoo
Kunahandhoo is een van de bewoonde eilanden van het Laamu-atol behorende tot de Maldiven.

## Demografie
Kunahandhoo telt (stand maart 2007) 365 vrouwen en 357 mannen.